# Die Deutsche Wochenschau
Die Deutsche Wochenschau (em português:  O noticiário alemão) foi uma série de notícias da Alemanha nazista produzida de junho 1940 até março de 1945, no final da Segunda Guerra Mundial.
Entre os episódios, se encontram imagens raras da Batalha da Normandia, cenas do Wolfsschanze após o atentado de 20 de julho, além das últimas imagens da Batalha de Berlim.